# Arnia

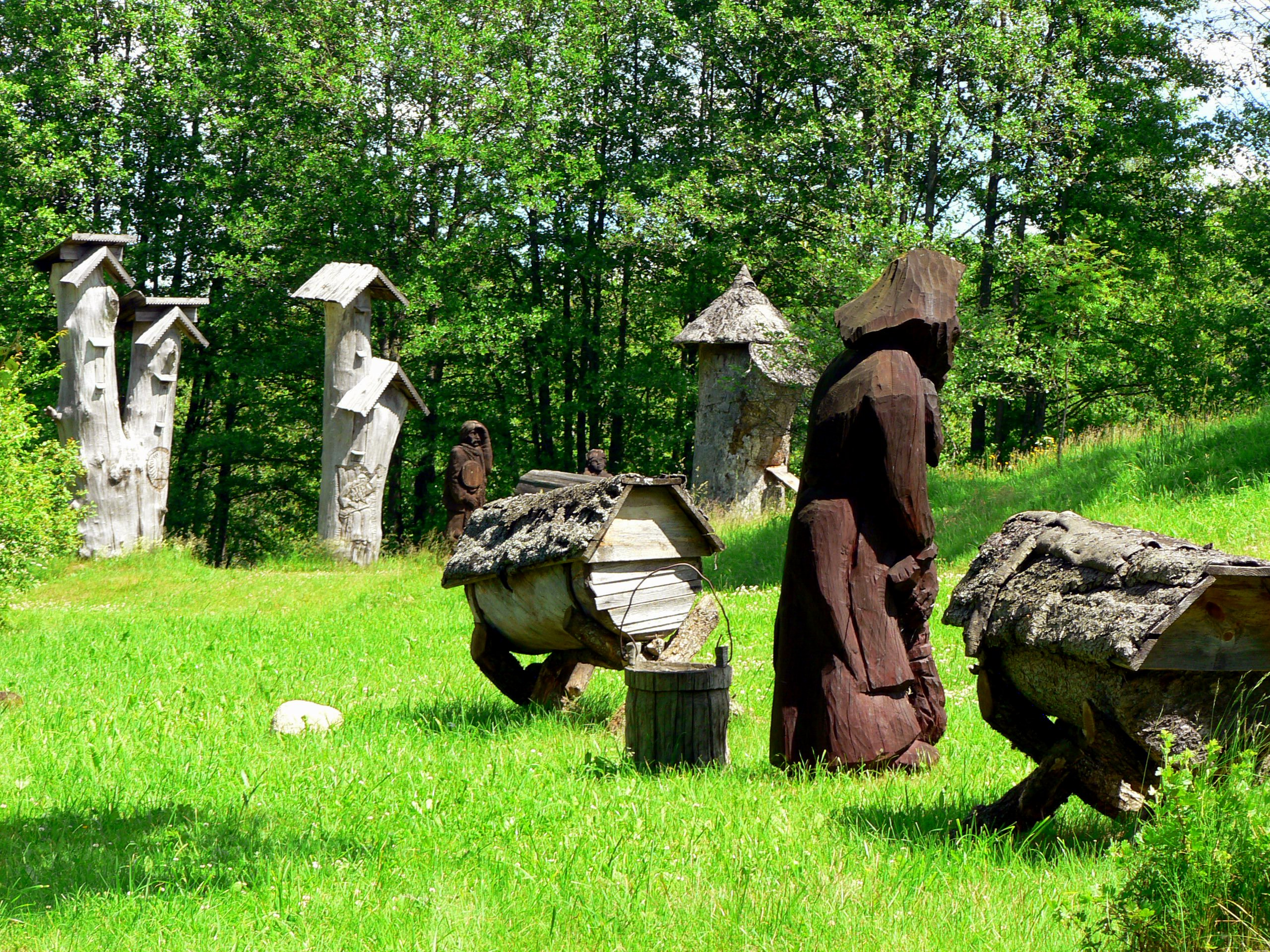
Arnie scavate in tronchi al Museo dell'Apicoltura di Stripeikiai, Lituania

L'arnia è il ricovero artificiale dove vive la colonia di api domestiche, principalmente Apis mellifera, e dove, come nella struttura naturale dell'alveare, costruisce il favo.
Nell'italiano corrente sebbene arnia sia usato anche come sinonimo di alveare, più frequentemente il termine si riferisce ad una cassetta, tipicamente di legno e costruita dall'allevatore, dove le api organizzano la loro colonia, mentre alveare viene più spesso usato per le strutture naturali, pur rimanendo sinonimo di arnia. Talvolta viene usato alveare come termine per indicare uno sciame che vive dentro l'arnia.
Le colonie di api nell'arnia possono giungere a contenere più di 90.000 individui costituite da tre caste: l'ape regina, i fuchi e le api operaie. Le api che si incontrano normalmente sono operaie specializzate nell'attività di bottinatura e costituiscono di norma la parte più numerosa della colonia.
Un gruppo di arnie disposto da un apicoltore sul terreno viene chiamato apiario.

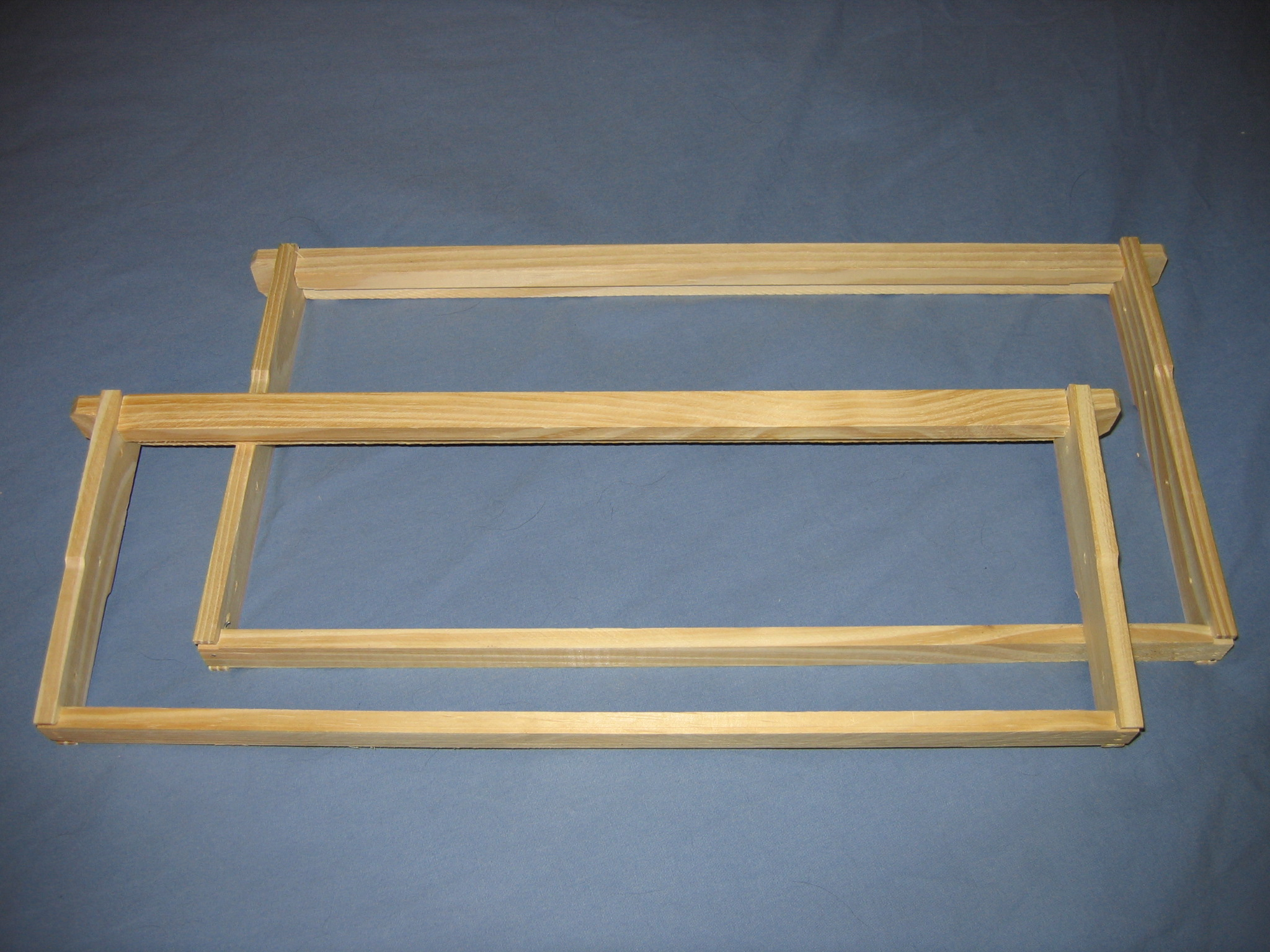
Cornici o telai mobili

Le api domestiche costituiscono le proprie colonie in modo proprio, differente rispetto ad altri insetti sociali, come i calabroni,  i bombi, le formiche, le termiti. Per costituire un nuovo gruppo l'ape regina più vecchia abbandona l'alveare, recando con sé un discreto numero di operaie e lasciando la regina più giovane a capo di ciò che resta della colonia originaria. Questo processo viene chiamato sciamatura e sciame il neogruppo di api con la vecchia regina. Da non confondere lo sciame con un gruppo di api che è possibile rinvenire all'interno di un qualunque recipiente, che chiameremo arnia rustica.

## Parti di un'arnia
- Fondo dell'arnia

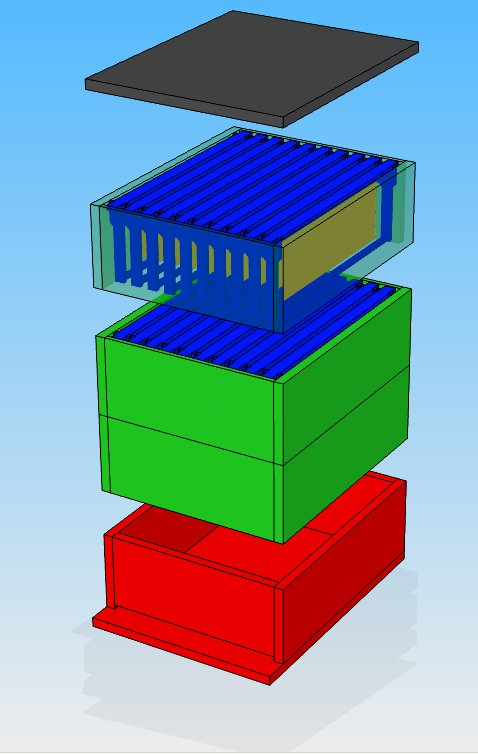
In rosso è segnato il fondo, in nero il tetto, in verde più in basso il nido, più in alto il melario e in blu i telai mobili

- Camera di allevamento o Rialzo inferiore (o corpo dell'arnia)
- Rialzo melario (melario)
- coprifavo
- Tetto dell'arnia
- Telai mobili

## Classificazione delle arnie

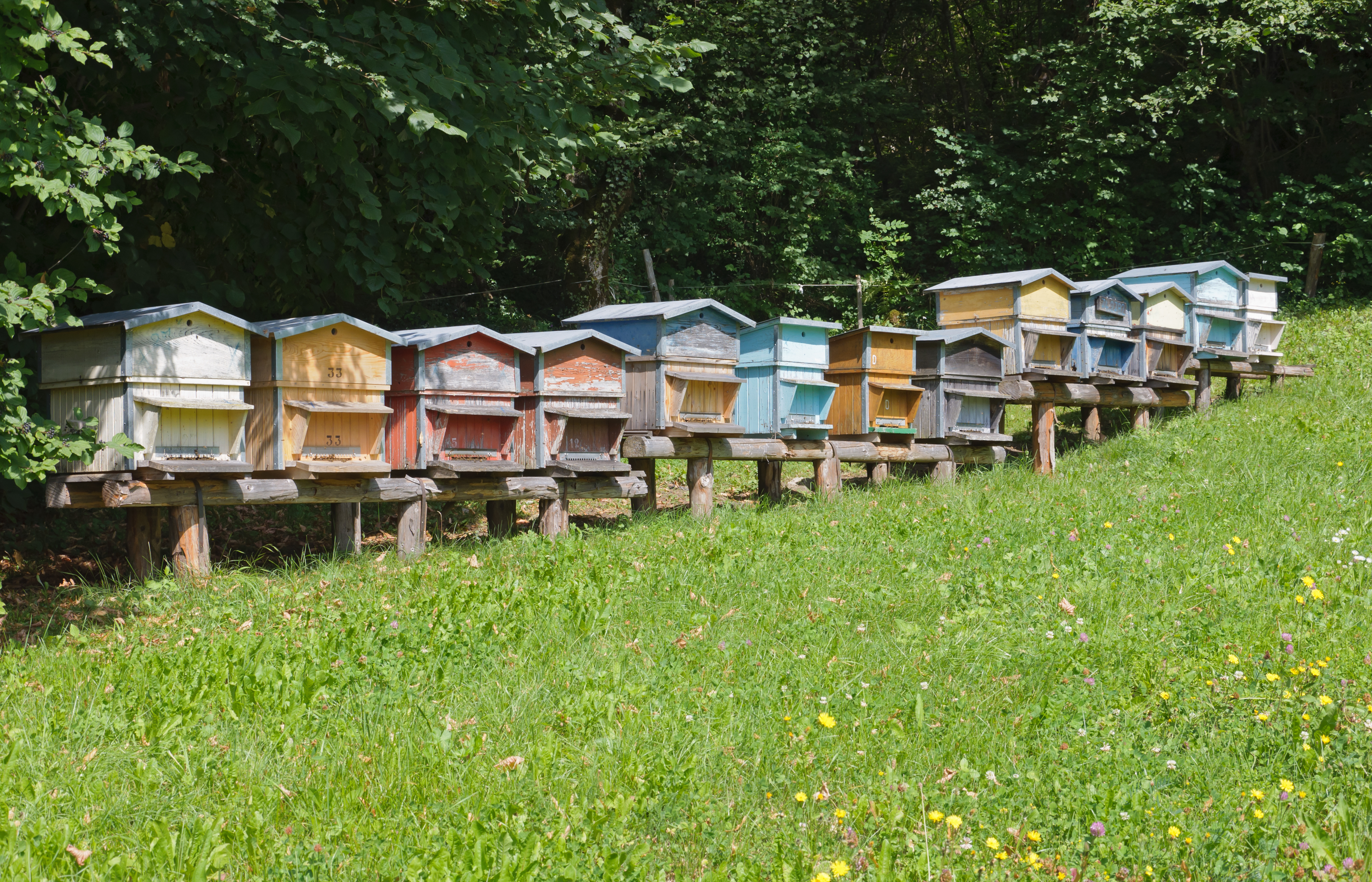
Una serie di arnie razionali

Esistono diversi tipi di arnie dal punto di vista metodologico:
- arnia rustica: l'arnia che si può trovare naturalmente nella cavità di una pianta.
- arnia razionale:
  - arnia di pannelli fissi: sono le arnie che l'uomo costruisce nei primi stadi dell'attività di apicoltore utilizzando cavità di alberi, recipienti di sughero, ceste di vimini, campane di paglia, ove le api costruiscono pannelli di cera secondo criteri propri.
  - arnia di pannelli o cornici mobili: sono le arnie utilizzate nell'apicoltura razionale, di differenti grandezze e spessore. La particolarità che le contraddistingue è che tutte, al loro interno, sono formate da telai di legno mobili che, evitando di distruggere il nido di allevamento, permettono uno sfruttamento razionale. Es. Langstroth di Lorenzo Langstroth, Layens, Dadant, Keniana.
- arnia tradizionale

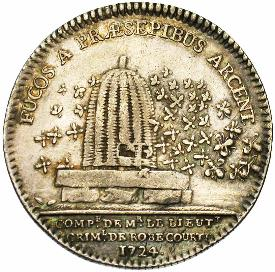
Moneta commemorativa francese del 1724, che raffigura un'arnia di paglia e le api

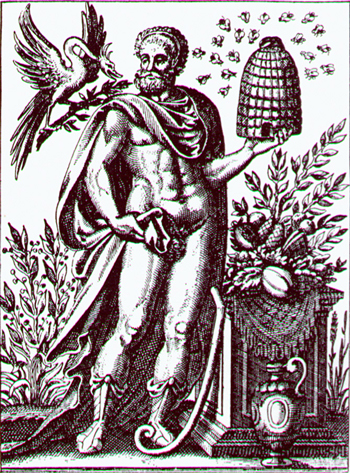
Trofonio (Historia Deorum Fatidicorum, 1675)

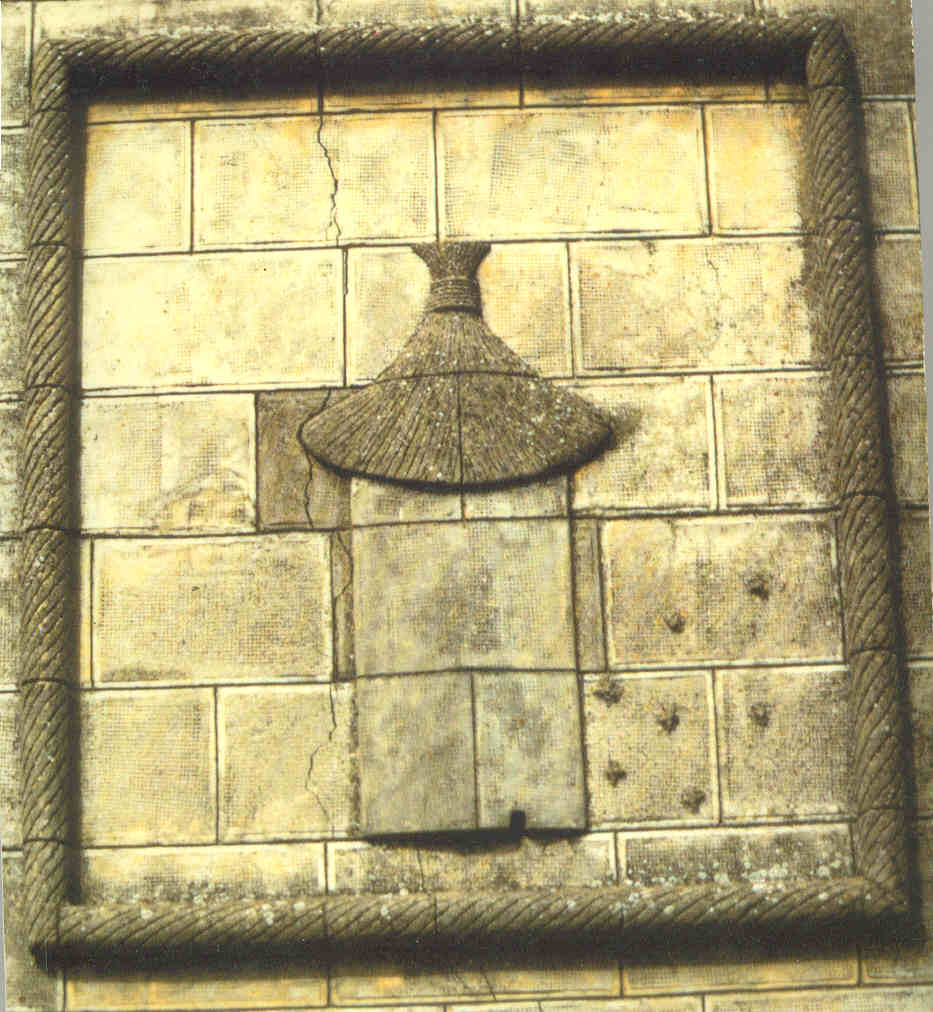
Frontale di arnia scolpito in pietra (Guadalajara, Spagna)

L'arnia tradizionale tessuta in paglia, chiamata in inglese skep, che significa 'cesta', fu senza dubbio la più diffusa tra le arnie a pannelli fissi. Tutta la regione mediterranea, l'Asia orientale, l'Egitto la utilizzarono per l'economicità e la semplicità degli elementi necessari alla sua costruzione. Oltre ad essere tessuta in poco tempo dagli artigiani, la paglia è un ottimo isolante termico ed è impermeabile all'acqua.
La raccolta da questo tipo di arnie a favi fissi si realizza con l'asportazione o il taglio di questi ultimi. Diciamo che si tratta di un'apicoltura non razionale perché si distruggono i favi e, in conseguenza di ciò, le api, dopo la raccolta del miele, devono ricostruirli.
L'arnia di paglia si utilizzò in Europa per secoli. I greci collocavano sopra la bocca superiore quello che sarebbero le nostre testate perché le api costruissero aderenti a questi i favi. Su alcune monete commemorative francesi del XVIII secolo si possono osservare queste arnie tradizionali di paglia, riportate tra l'altro anche dalla bibliografia del tempo. È da sottolineare che durante l'età media fino all'età moderna gli apicoltori avevano pochi materiali a loro disposizione, salvo questo tipo di arnie e i contenitori di legno, che comportavano però una maggiore fatica.

## Arnia tradizionale di tronco
Questo tipo di arnia costruita partendo da un tronco scavato era molto diffusa, fu chiamata "vaso".
Gli apicoltori utilizzavano gli stessi dall'epoca dell'Impero Romano. In Europa possiamo anche osservare vasi costruiti in tronchi diversi di alberi, legno di sughero, vimini rivestiti in gesso, vasi di legno. In bibliografia possiamo seguire l'evoluzione dall'arnia fissa a quella di quadro mobile. Columella, nella sua opera I dodici libri di agricoltura, ne realizza una eccellente descrizione già nell'anno 50 d.C., raccomandando luoghi dove situare l'apiario, descrivendo la raccolta, ecc.
Anche nella meliponicoltura tradizionale maya, i tronchi scavati furono le arnie più comuni per le api senza pungiglione.
Gli Egizi, i Siriani ecc. costruivano vasi di argilla cotta per le loro api.
In Lituania è molto comune scolpire alberi che servono come arnie ma si possono osservare anche tronchi scavati che vengono utilizzati come arnie orizzontali.

## Tipi di arnia razionale
- Arnie verticali: questo tipo di arnia ha una capacità illimitata, dal momento che può essere ampliata aggiungendo rialzi alla camera di allevamento in relazione alle necessità.
  - Arnia Layens: questa arnia deriva dal tipo orizzontale, è formata da una sola camera di allevamento di maggior volume, ove non c'è separazione tra zona di allevamento e zona del miele.
  - Arnia Langstroth
  - Arnia Dadant
  - Arnia Smith
  - Arnia Lusitana
  - Arnia Warré
  - Arnia A Znidarčič
- Arnie orizzontali: questi tipi di arnie sono di limitata capacità, dal momento che non importa la grandezza di costruzione; non è possibile aggiungere rialzi.
  - Arnia orizzontale con laterale inclinato (Top Bar Hive o "keniana"). In inglese con la sigla KTBH. Tipologia meno invasiva nei confronti delle api.
  - Arnia orizzontale con laterale retto (Top Bar Hive o "Tanzania"). In inglese è detta Tanz, arnia tipo Layens.
  - Arnia orizzontale Siciliana, in dialetto "fascedda", costruita con tronchetti di ferula e intonacata all'esterno con sterco bovino.
- Arnie di riproduzione
  - Nuclei: costituiti da due a cinque telai si impiegano per allevare una nuova colonia partendo da poche api e una regina. Se la regina non è stata fecondata si chiamano "nuclei di fecondazione".

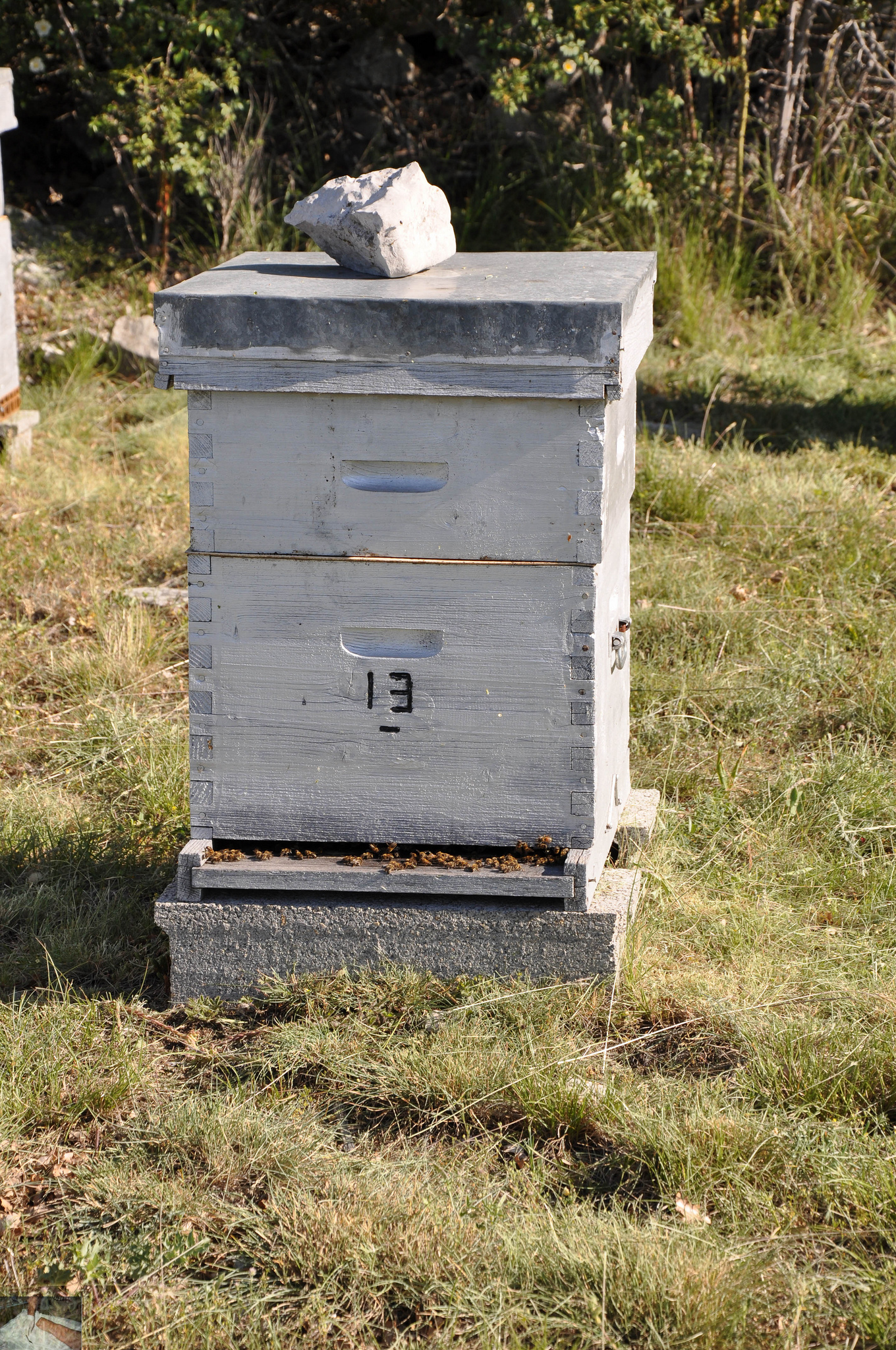
Arnia Dadant
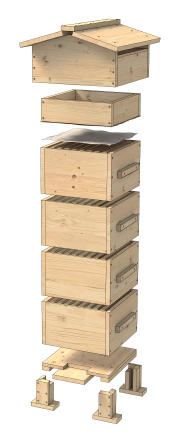
Arnia Warré
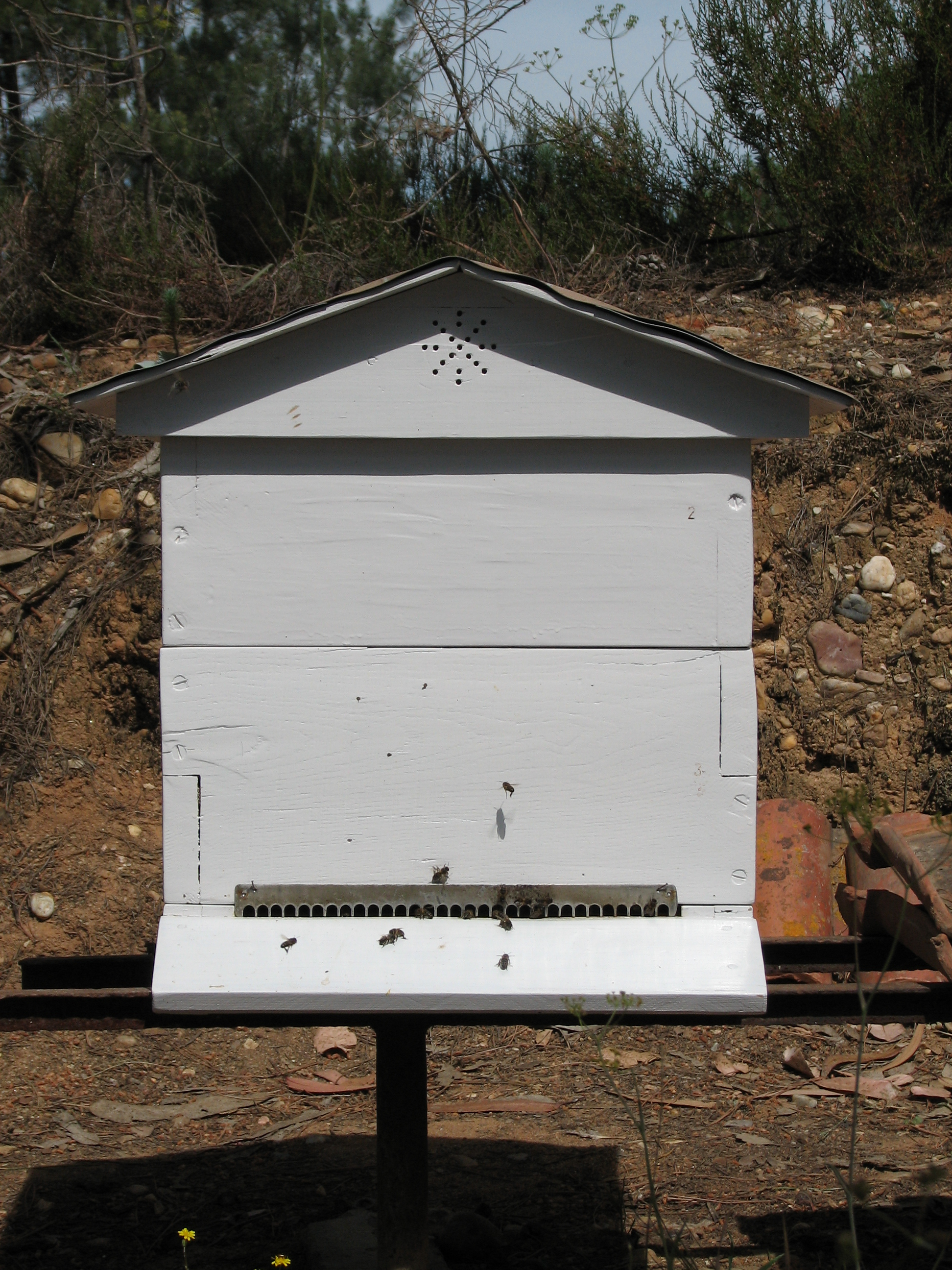
Tipica arnia italiana tipo Carlini
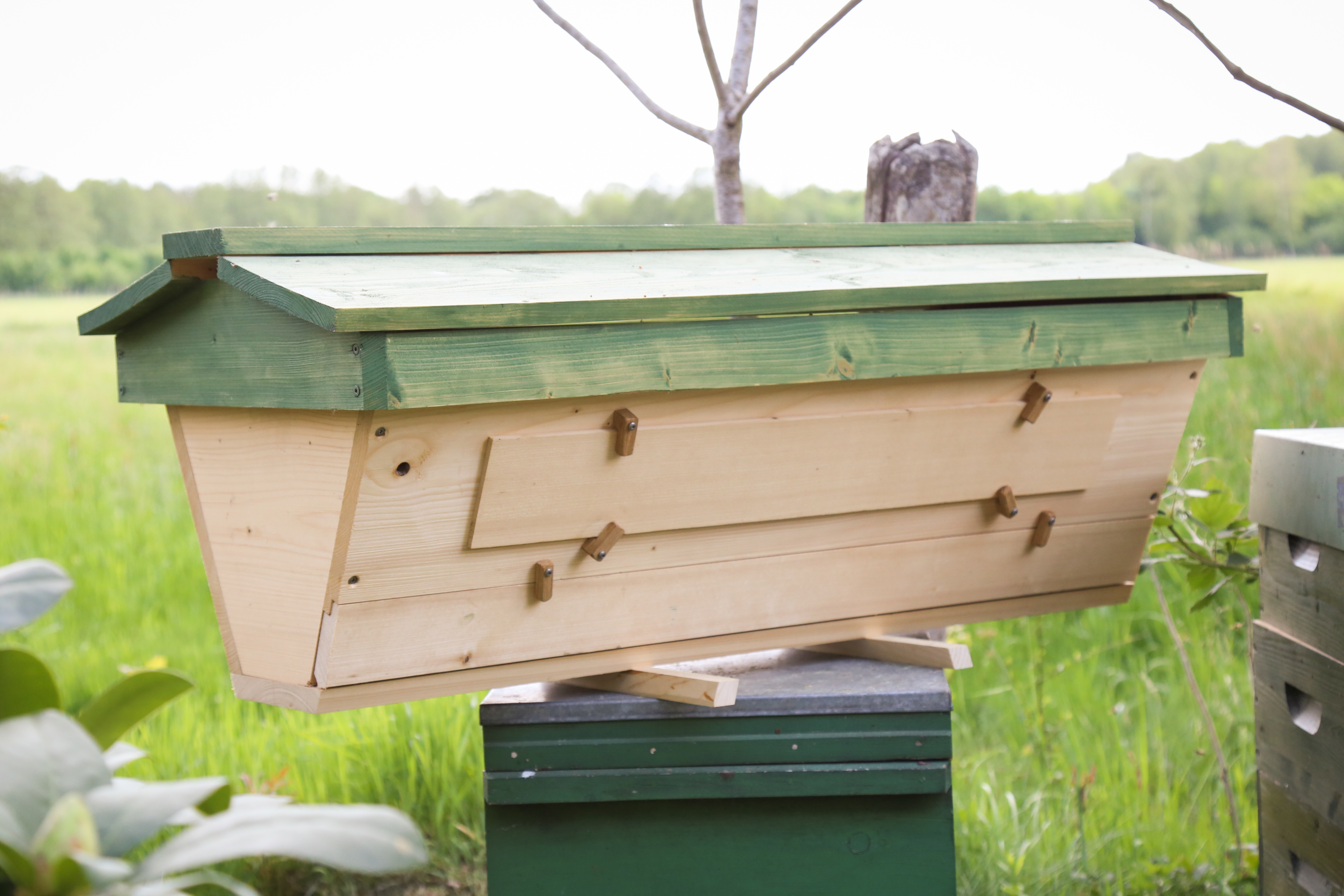
Arnia orizzontale Top-Bar
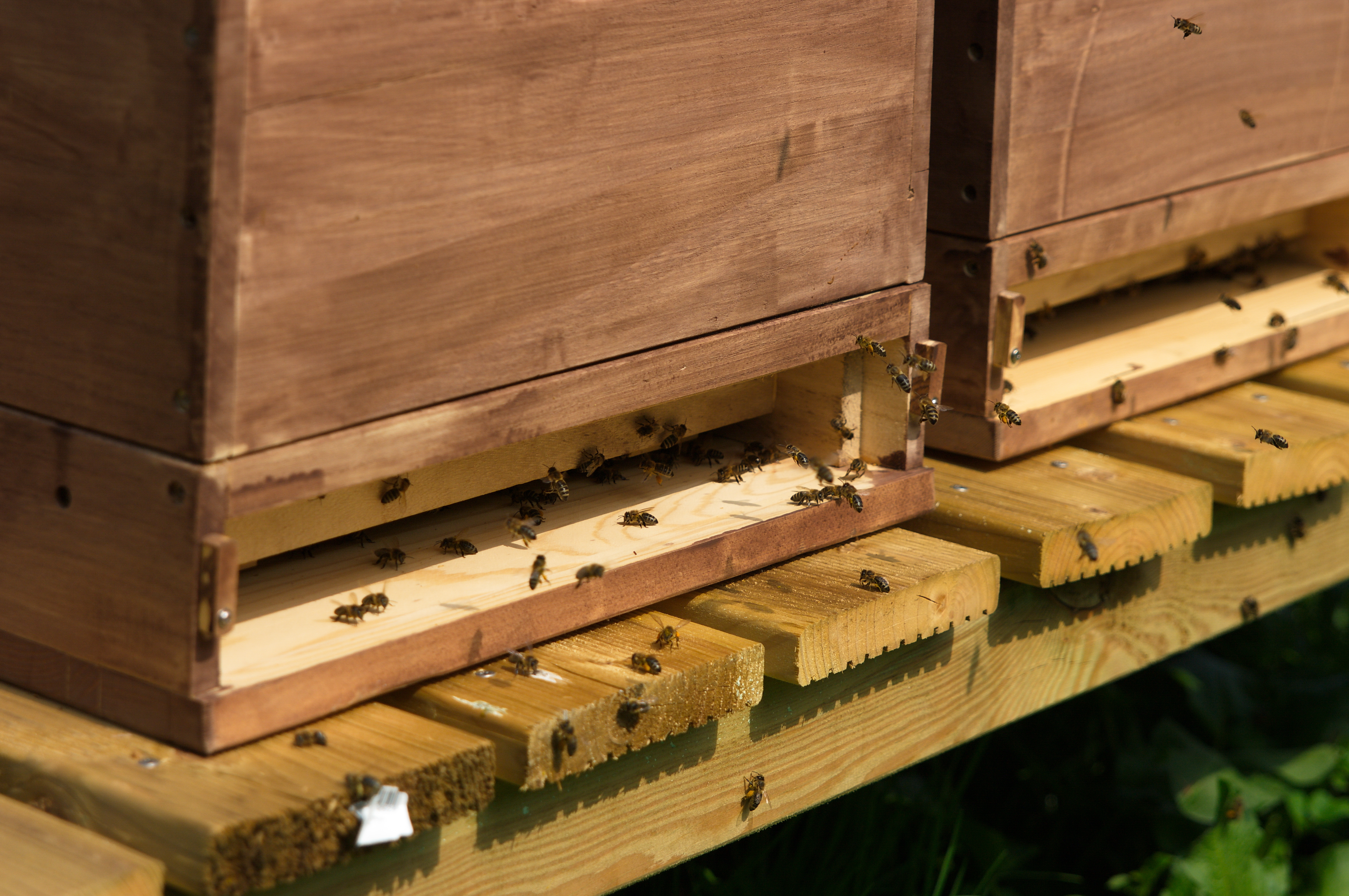
Ingresso dell'arnia

## Misure di tipologie differenti di arnie verticali

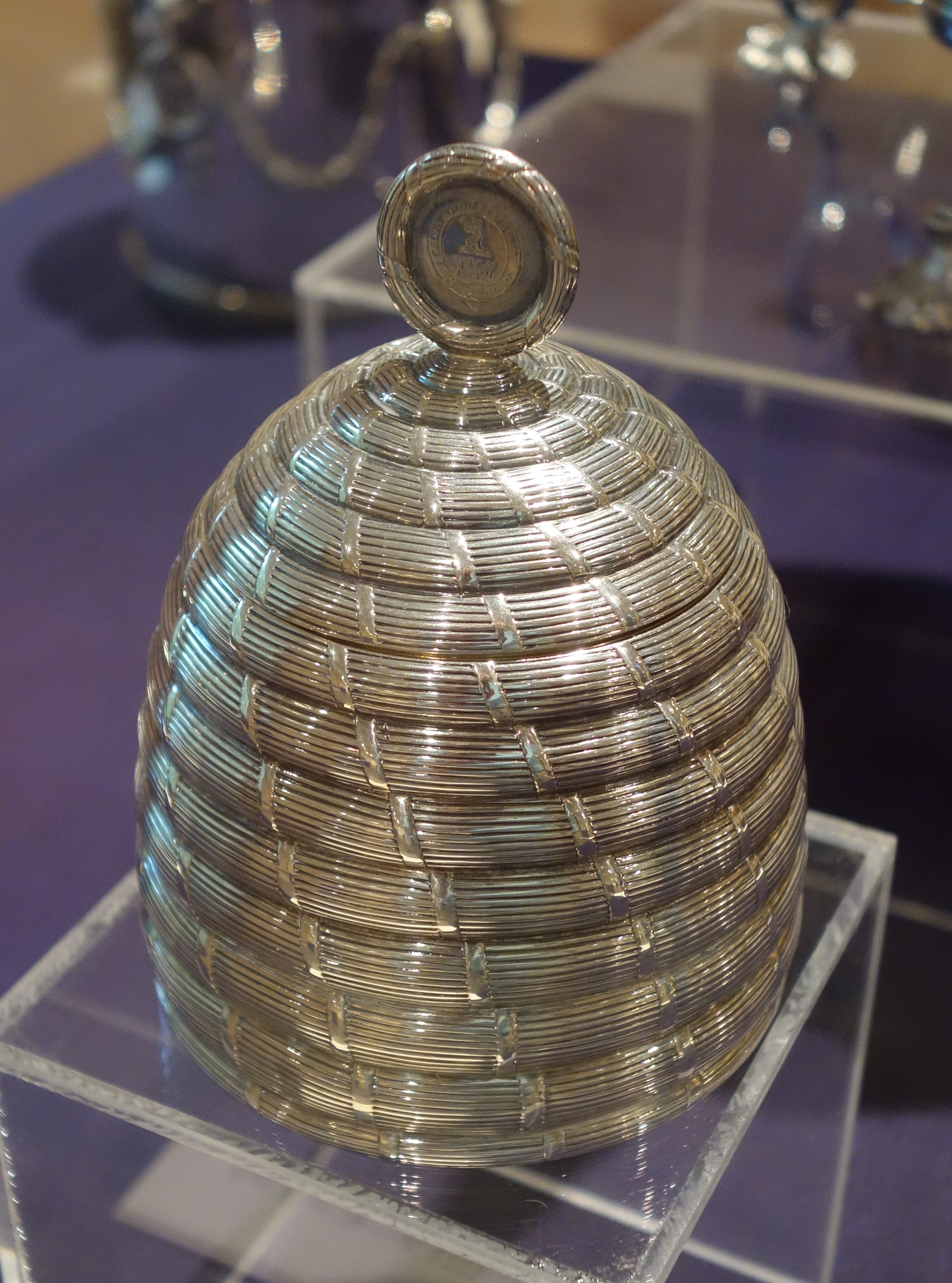
Vaso per miele a forma di alveare, argentiere. Paul Storr, 1798-1799, Huntington Museum of Art.

| Tipo                         | Langstroth | Dadant        | Lusitana   | Layens                   |
| ---------------------------- | ---------- | ------------- | ---------- | ------------------------ |
| Misura camera di allevamento | 46,5×38×24 | 46,5×38×31    | 37×38×31   | secondo il n° dei quadri |
| Misure dei melari            | 46,5×38×24 | 46,5×38×17    | 37×38×16   |                          |
| Misure della camera          | 42×20      | 42×27         | 33×27      | 35×30                    |
| Misure melario               | 42×20      | 42×15         | 33×12      | 35×30                    |
| Superficie quadro            | 160 dm²    | 220 dm²       | 180 dm²    | 240 dm²                  |
| Nidiata teorica              | 45.000 api | 60-62.000 api | 50.000 api | 67.200 api               |
| kg di api x nidiata          | 4,5 kg     | 6 kg          | 5 kg       | 6,7 kg                   |
| Capacità in litri            | 42,4 l     | 54 l          | 43,5 l     |                          |
| Capacità totale              | 84,8 l     | 84 l          | 65,9 l     |                          |
| Capacità nel melario         | 25 kg      | 16 kg         | 13 kg      |                          |

## Apiario
Il luogo in cui l'apicoltore raggruppa un certo numero di arnie è detto apiario. Le dimensioni dell'apiario sono condizionate dalla flora apicola disponibile nel raggio di tre chilometri oltre che dalla presenza di altri apiari.
La vicinanza di apicoltori che attuino le forme di lotta alla varroa destructor ed alla peste americana in modo differenziato ne favoriscono l'espansione.

## Araldica
Un alveare circondato da operose api era lo stemma dell'antica e prestigiosa Accademia dei Filergiti. L'arnia circondata dalle api era il simbolo della prima internazionale del 1864 alla St. Martin's Hall di Londra.
Come simbolo viene utilizzato in Massoneria per indicare il Tempio, all'interno del quale operano laboriosi tutti i Fratelli.